# Blainville (Québec)
Blainville ist eine Stadt im Südwesten der kanadischen Provinz Québec. Sie liegt in der Verwaltungsregion Laurentides, etwa 35 km nordwestlich von Montreal. Blainville gehört zur regionalen Grafschaftsgemeinde (municipalité régionale du comté) Thérèse-De Blainville, hat eine Fläche von 55,16 km² und zählt 56.863 Einwohner (Stand: 2016).

## Geographie
Blainville liegt am Rande des Sankt-Lorenz-Tieflands in der Region Rive-Nord, in der Nähe der südlichsten Ausläufer der Laurentinischen Berge. Das Gelände ist überwiegend flach und bewaldet, es wird in südöstlicher Richtung zum Rivière des Mille Îles hin entwässert. Nachbargemeinden sind Sainte-Anne-des-Plaines im Norden, Terrebonne und Lorraine im Osten, Rosemère und Sainte-Thérèse im Süden sowie Mirabel im Westen.

## Geschichte
Louis de Buade de Frontenac, Gouverneur von Neufrankreich, übertrug 1683 die Grundherrschaft, also die Seigneurie Mille Îles (dt. tausend Inseln) an Michel-Sidrac Dugué, ein Grundherr von Boisbriand. 1718 wurde die Seigneurie in zwei Hälften aufgeteilt. Der östliche Teil gelangte in den Besitz Suzanne Piot de Langloiserie, der Witwe von Dugués Schwiegersohn. 1743 benannte man diese Grundherrschaft in Blainville um, zu Ehren von Louis-Jean-Baptiste Céleron de Blainville, dem zweiten Ehemann von Langloiserie. Das vormals von den Ureinwohnern Kanadas bewohnte Gebiet wurde ab etwa 1750 von französischen Einwanderern stärker besiedelt. 
Erst im Jahr 1845 erfolgte die Gründung der Gemeinde Sainte-Thérèse-de-Blainville. Diese erhielt 1968 den Stadtstatus und den neuen Namen Blainville. Die Stadt ist seit 2000 Mitglied des Zweckverbandes Communauté métropolitaine de Montréal.

## Demografie
Bei der kanadischen Volkszählung 2016 hatte Blainville eine Bevölkerung von 56.863, was einem Anstieg von 6 % gegenüber der kanadischen Volkszählung von 2011 entspricht, und 21 006 Privatwohnungen. Über 20 % der Einwohner sind unter 15 Jahre alt, 69 % sind zwischen 15 und 64 Jahre alt und 11,6 % sind über 65 Jahre alt.
Die Volkszählung von 2016 ergab, dass 89 % der Einwohner Französisch als Muttersprache sprachen. Obwohl fast 55 % der Einwohner angaben, sowohl Englisch als auch Französisch zu beherrschen, war Englisch die Muttersprache von nur 3,6 % der Befragten. Die zweithäufigsten Muttersprachen waren Arabisch, Spanisch und Portugiesisch mit jeweils weniger als 2 % der Befragten.

## Bevölkerung
Gemäß der Volkszählung 2016 zählte die Stadt Blainville 56.863 Einwohner, was einer Bevölkerungsdichte von 1.030,9 Einw./km² entspricht. 89,5 % der Bevölkerung gab Französisch als ihre Hauptsprache an, der Anteil des Englischen betrug 3,2 %. Als zweisprachig (Französisch und Englisch) bezeichneten sich 0,9 %, auf andere Sprachen und Mehrfachantworten entfielen 6,4 %. Ausschließlich Französisch sprachen 49,0 %. Im Jahr 2001 waren 93,0 % der Bevölkerung römisch-katholisch, 1,7 % protestantisch und 4,1 % konfessionslos.

## Verkehr
Dem südwestlichen Stadtrand entlang verläuft die Strecke der Autoroute 15, die Autobahn von Montreal in die Laurentinischen Berge. Die Hauptstraße der Stadt, der Boulevard Curé-Labelle, ist Teil der Nationalstraße Route 117 von Montreal bis in die rund 630 Kilometer nördlich liegende Stadt Rouyn-Noranda. Am Bahnhof von Blainville halten exo-Vorortszüge nach Montreal und Saint-Jérôme. Mehrere exo-Buslinien verbinden Blainville mit den umliegenden Gemeinden.

## Wirtschaft
Die 1987 von zwei Studenten zur Finanzierung ihres Studiums gegründete Brauerei Les Brasseurs du Nord befindet sich in Blainville. Sie stellt die landesweit bekannte Biermarke Boréale her, benannt nach dem Polarlicht (Aurora borealis), die einen Eisbär als Firmenzeichen hat. Seit 2021 stellt die Brauerei ein alkoholfreies Bier her.

## Persönlichkeiten
- Louise Harel (* 1946), Politikerin
- Pierre Dagenais (* 1978), Eishockeyspieler